# Haydarpaşa pályaudvar
A Haydarpaşa pályaudvar (törökül: Haydarpaşa Garı) egy forgalmas vasútállomás Isztambulban, Törökországban. A pályaudvar ma az Isztambul–Ankara-vasútvonal végállomása, korábban a híres Bagdad-vasút nyugati végállomása volt. Megközelíthető tömegközlekedéssel és komppal is.

## Története
Az első vasútállomást 1872-ben építették, ám a megnövekedett forgalom miatt egy új, nagyobb épületre volt szükség, így 1906-ban Otto Ritter és Helmut Conu német építészek neoklasszicista stílusú épületet terveztek a Boszporusz anatóliai partjára. Nevét III. Szelim vezíréről, Hajdar pasáról kapta.
1979-ben egy olajszállító tartályhajó egy másik hajóval ütközött nem messze a pályaudvartól, a keletkező robbanásban az épület is jelentősen megsérült, de eredeti állapotára állították vissza.